# Neomphalidae
Neomphalidae zijn een familie van weekdieren uit de klasse van de Gastropoda (slakken).

## Geslachten
- Cyathermia Warén & Bouchet, 1989
- Lacunoides Warén & Bouchet, 1989
- Lamellomphalus S.-Q. Zhang & S.-P. Zhang, 2017[1]
- Neomphalus McLean, 1981
- Planorbidella Warén & Bouchet, 1993
- Solutigyra Warén & Bouchet, 1989
- Symmetromphalus McLean, 1990